# Temple de Badut
Le temple de Badut, en indonésien Candi Badut, se trouve dans le village de Karangbesuki, à 5 km à l'ouest de la ville de Malang, dans la province indonésienne de Java oriental.
On estime qu'il est lié à l'inscription trouvée à Dinoyo près de Malang. Datée 682 de l'ère Saka, soit 760 apr. J.-C., celle-ci annonce que le roi Gajayana de Kanyuruhan a fait construire un édifice sacré rouge pour honorer Agastya. Ce roi est donc contemporain de ceux de la dynastie des Sailendra du centre de Java, qui ont construit le temple de Borobudur. Or, Badut se trouve près d'un village nommé Kejuron, visiblement une forme moderne du nom de Kanyuruhan.
Badut serait ainsi le plus ancien temple connu de Java oriental.